# Migas taierii
Migas taierii är en spindelart som beskrevs av Todd 1945. Migas taierii ingår i släktet Migas och familjen Migidae. Inga underarter finns listade i Catalogue of Life.